# منال السيد
منال السيد هي روائية وقاصّة وفنانة تشكيلية من مواليد التل الكبير بمحافظة الإسماعيلية بمصر، ولدت في يونيو 1971.

## السيرة الذاتية
منال السيد هي كاتبة مصرية حاصلة علي بكالوريوس فنون جميلة (تصوير زيتي) عام 1994، نشرت أولى قصصها في جريدة المساء عام 1991، ونشرت أيضًا العديد من القصص في معظم الجرائد والمجلات في مصر والعالم العربي مثل (جريدة إبداع، جريدة القاهرة، مجلة الثقافة الجديدة، جريدة سطور، المحيط الثقافي، الحياة اللندنية، أخبار الأدب، مجلة القصة، جريدة الأهرام، الأهرام العربي، الأهرام المسائي، مجلة نصف الدنيا) ، بعد ثلاث مجموعات قصصية لها نشرت الكاتبة منال السيد روايتها الأولى «غنا المجاذيب». تُمارس الكاتبة منال السيد فن التصوير الزيتي وتشارك في كثير من المعارض الجماعية أهمها صالون الشباب الثاني عشر في أكتوبر عام 2000، كما أنها أقامت معرضًا خاصا بالأوبرا في مايو عام 2001 وهي عضو بنقابة التشكيليين المصريين.

## الأعمال

### المجموعات القصصية
- الذي فوق: (طبعة أولى- الهيئة العامة لقصور الثقافة) في يناير عام 1996، (طبعة ثانية- سلسله إبداع المرأة) في يونيو عام 2004.
- أحلي البنات تقريبًا: (الهيئة العامة للكتاب) عام 2001.[2]
- درقة البلاد عام 2008.[3][1]

### الروايات
- غنا المكاذيب: هي رواية تختلط عوالم المجاذيب وحكاياتهم ولحظات انفلاتهم مع العالم الواقعي، وكل شخصية في الرواية لها عالم مستقل به الكثير من المفارقات والأحداث وحتى على مستوى العالم الواقعي، تشمل الرواية شخصيات: «رشدي أباظة وعماد حمدي وتحية كاريوكا وسامية جمال»، تتعامل معهم الكاتبة وكأنهم شخصيات حية تعيش بيننا، يطبعون شخصياتهم على الأحداث الجارية الآن ويكونون مؤثرين وفاعلين فيها، أو تستحضرهم الروائية ليقوموا بدور الخلفية الروائية للمشاهد المعاشة.[5][1]

## رأيها في الكتابة النسوية
حسب رأي منال السيد فإن ملامح كتابة المرأة الحديثة ليست بمعزل موضوعي عن كتابة الرجل، لكن كتابة التفاصل تتميز بها المرأة المبدعة، وعلى الرغم من ذلك فإن الكتابة النسوية لم تصل بعد إلى قضايا المرأة الأساسية، «ربما لاقصار الكثير من الكتابات على الوجع الخاص، وربما لاضطراب المشهد الحياتي في السنوات الأخيرة، مما جعل الإبداع يقترب منه التوتر أيضًا»، وتبقى محاولات الاقتراب من طبقات المرأة العميقة «مجرد تجارب متشخصنة ومرتبطة بحياة ومحيط الكاتبة فقط».